# Jo, piękna Irlandka
Jo, piękna Irlandka (fr. Jo, la belle irlandaise) – obraz olejny francuskiego malarza Gustave’a Courbeta namalowany w latach 1865–1866 w czterech wersjach, przedstawiający portret irlandzkiej modelki Joanny Hiffernan. 
Poszczególne wersje obrazu znajdują się w zbiorach: Metropolitan Museum of Art w Nowym Jorku, Nelson-Atkins Museum of Art w Kansas City (Missouri), Nationalmuseum w Sztokholmie i w kolekcji prywatnej. W 1988 roku wszystkie cztery wersje zostały pokazane w Brooklyn Museum jako część wystawy „Courbet Reconsidered”.
Według Nationalmuseum i Kathryn Milligan oryginalnym obrazem jest ten, który znajduje się w jego zbiorach. Jest on darem Przyjaciół Muzeum (Nationalmusei Vänner) z 1926 roku.

## Okoliczności powstania
W 1865 roku Gustave Courbet postanowił poświęcić się głównie malarstwu pejzażowemu portretowemu. Miał on już za sobą takie programowe prace jak Kamieniarze, Atelje, czy Pogrzeb w Ornans. Zawarł w tym czasie znajomość z amerykańskim malarzem Jamesem McNeillem Whistlerem i jego irlandzką przyjaciółką, Joanną Hiffernan. Kiedy wszyscy troje wyjechali do Trouville w Normandii, Courbet postanowił namalować portret Hiffernan. Hiffernan, urodzona około 1843 roku, pod koniec lat 40. przeniosła się wraz z rodziną do Londynu zamieszkując przy 69 Newman Street. Po tym, jak przy tej samej ulicy w 1859 roku zamieszkał James McNeill Whistler, Hiffernan zaczęła mu pozować, pojawiając się po raz pierwszy w 1861 roku na obrazie Wapping. Zaczęli wtedy także romans. Hiffernan pozowała do wielu prac Whistlera, w tym do Symfonii w bieli nr 1, który stał się sensacją, gdy wystawiono go w 1862 roku w Londynie i w 1863 roku na wystawie Salonu Odrzuconych w Paryżu.
Podczas wyprawy do Trouville Courbet malował Hiffernan jako Piękną Irlandkę. Wykonał cztery wersje tego portretu, jednak wersja z Nationalmuseum jest uważana za oryginał. Po latach w liście do Whistlera wspominał:
„pamiętasz Trouville i Jo, jak udawała klauna, żeby nas zabawić. Tego wieczora, kiedy śpiewała tak dobrze piosenki irlandzkie, miała nastrój i wyczucie sztuki”.
Pod koniec lat 60., kiedy Whistler wyjechał na pewien czas do Ameryki Południowej, Hiffernan pozowała do wielu innych dzieł Courbeta, w tym znanego Sen (Le Sommeil). Są sugestie, że pozowała również do prowokacyjnego dzieła Pochodzenie świata, jednak nie ma na to niezbitych dowodów. 
W liście do Whistlera z 1877 roku Courbet zauważył:
„Mam wciąż portret Jo, którego nigdy nie sprzedam. Każdy go podziwia”.
Obraz, zatytułowany Jo, femme d’Irlande (Jo, kobieta z Irlandii), został wystawiony w 1882 roku w École des Beaux-Arts.

## Opis i znaczenie
Obraz przedstawia Joanne Hiffernan, jak jedną ręką ciągnie swoje rude, luźno rozpuszczone i połyskujące włosy wpatrując się w swoje odbicie w lusterku. Artysta po mistrzowsku oddał jej bladą, delikatną i klarowną cerę, szare oczy pod czarnymi brwiami i usta, wokół których zarysowuje się drżenie zdradzające niepokój; modelka z badawczym wzrokiem pyta czarne, kontrastujące z łagodnymi, szarymi odcieniami płótna lusterko, jak długo jeszcze będzie młoda i piękna. Wpatrywanie się jej w lusterko nacechowane jest symbolizmem, kojarzonym z takimi zagadnieniami jak zmysłowość, próżność czy przemijanie urody. Alexander Apsis, szef działu impresjonizmu i sztuki nowoczesnej w Sotheby’s określił sposób, w jaki Courbet namalował zmysłowe, rude włosy Hiffernan oraz jej sposób pozowania i patrzenia w lusterko, jako bardzo tycjanowski w stylu. 
List Courbeta do Whistlera sugeruje, że Hiffernan interesowała się swoim irlandzkim dziedzictwem kulturowym, co znajdowało wyraz w jej koncertach muzyki irlandzkiej. Tytuł płótna i ukazanie rudych włosów modelki, często kojarzonych z irlandzką tożsamością, nie tylko przypomina widzowi o jej narodowości, ale również wskazuje, że Courbet przedstawił na swym obrazie pewną ideę postaci młodej Irlandki. Portret ten stawia Hiffernan w centrum europejskiej awangardy oraz zmian zachodzących w malarstwie w okresie od połowy do końca XIX wieku. Według Fintana Cullena portret Hiffernan pędzla Whistlera ukazuje ją jako Irlandkę uczestniczącą w modernistycznym eksperymencie, badającym granicę między portretem a malarstwem rodzajowym. To samo spostrzeżenie można, zdaniem Kathryn Milligan, odnieść do portretu Hiffernan namalowanego przez Courbeta.